# Magliano Sabina
Magliano Sabina é uma comuna italiana da região do Lácio, província de Rieti, com cerca de 3.692 habitantes. Estende-se por uma área de 43 km², tendo uma densidade populacional de 86 hab/km². Faz fronteira com Calvi dell'Umbria (TR), Civita Castellana (VT), Collevecchio, Gallese (VT), Montebuono, Orte (VT), Otricoli (TR).

## Demografia
| Variação demográfica do município entre 1861 e 2011                               |
|                                                                                   |
| Fonte: Istituto Nazionale di Statistica (ISTAT) - Elaboração gráfica da Wikipedia |